# Campagne de vaccination contre la Covid-19 au Cameroun
Le Cameroun entame la campagne de vaccination gratuite sur l’ensemble du territoire le 12 avril 2021. Le ministre de la Santé publique, Manaouda Malachie, et le délégué régional de la santé dans la région du Centre, docteur Charlotte Omgba Moussi, sont les premières personnes à recevoir ce vaccin pour cette campagne qui vise des catégories précises : les personnes de plus de 18 ans, le personnel soignant et les personnes âgées.

## Histoire
La population cible est évaluée à 13 944 491 personnes par le Programme élargi de vaccination.
La vaccination contre la Covid-19 a officiellement démarré le 12 avril 2021. Pour ce faire, le pays a opté démarré avec les vaccins AstraZeneca et Sinopharm. Le 11 avril 2021, le gouvernement a réceptionné 200 000 doses du vaccin AstraZeneca. Même quantité pour le vaccin de la firme chinoise Sinopharm. Pour atteindre les populations dans les dix régions du pays, le ministère de la Santé publique a organisé la première phase de la campagne gratuite dès le 12 avril 2021. Seuls les vaccins Astrazeneca et Sinopharm étaient administrés dans ce cadre.
Immédiatement avec le début de la campagne nationale de vaccination entamée le 12 avril 2021, les personnes âgées faisaient partie des cibles prioritaires. Le Programme élargi de vaccination a évalué ce groupe cible à 2 625 384 personnes dans les dix régions du pays.
Une deuxième phase de la campagne de vaccination gratuite s’est déroulée du 7 au 11 juillet 2021. Pour cette nouvelle phase, 360 946 doses de vaccin étaient disponibles dans le pays pour cette campagne élargie de vaccination dès le 6 juillet 2021.
Le vaccin Janssen encore appelé Johnson&Johnson est également entré dans le lot des doses administrées aux populations camerounaises depuis le 26 juillet 2021. Le pays a ainsi reçu un don de 303 050 doses de ce vaccin de la chargée d’affaires de l’ambassade des États-Unis au Cameroun, Mary Daschbach. Ce don entre dans le cadre de l’engagement de l’administration Biden-Harris dans le cadre de l’initiative Covax.
Le 08 août 2021, le ministre de la Santé publique a reçu un lot supplémentaire de 158 400 doses du vaccin Johnson&Johnson.
À la date du 1er septembre 2021, seules 104 253 personnes étaient complètement vaccinées, soit 0,7% de la population cible. Selon le rapport de situation de vaccination fourni par le Programme élargi de vaccination, seules 121 125 personnes étaient complètement vaccinées au 21 septembre 2021. A cette date, les personnes âgées complètement vaccinées contre la Covid-19 sont estimées à 37 677. Pour l’administration des vaccins à deux doses, la prise de la première dose est plus élevée avec 117 486 doses administrées, contre 27 230 pour la deuxième dose à cette même période. Le nombre de personnes complètement vaccinées est renforcé par l’introduction dans le package proposé au Cameroun, du vaccin Janssen (Johnson & Johnson) à dose unique.

## Centres de vaccination
Le Cameroun a recensé une liste de 244 centres de vaccination à travers le pays. À la date du 16 septembre 2021, seuls 188 des 190 districts de santé du pays ont débuté la vaccination. Avec ses 33 centres de vaccinations, la région de l’Extrême-Nord est en tête en termes de couverture vaccinale avec 117 942 doses de vaccin administrées.

## Disparités dans les régions
Sur le terrain les doses de vaccin se prennent différemment. Le rapport de situation de vaccination contre la Covid-19 au 21 septembre 2021 fourni par le Programme élargi de vaccination affiche une réalité différente dans chacune des dix régions du pays.
Au 21 septembre 2021, la région de l’Extrême-Nord affiche les meilleurs résultats en termes de couverture vaccinale avec 5 861 personnes complètement vaccinées sur une cible de 376 370.
Dans la région du Centre, 8 888 personnes de plus de 50 ans sur une cible de 528 393, sont complètement vaccinées à la même date (9).
Les chiffres sont moins élevés dans la région du Sud-Ouest qui enregistre 1 320 personnes complètement vaccinées sur une cible estimée à 185 022. Pareil dans la région du Sud qui a complètement vacciné 1 469 sur une cible de 114 071.
Dans la région de l’Est, malgré les 131 052 personnes âgées répertoriées, seules 1 470 sont complètement vaccinées en date du 21 septembre 2021. Même tendance dans le Nord (232 884) et l’Ouest (224 670) qui enregistrent respectivement 3 379 et 1 879 personnes complètement vaccinées dans cette catégorie.
Les trois autres régions enregistrent également moins de 20% du taux de couverture. Ainsi, le Littoral affiche 4 676 personnes complètement vaccinées sur une cible de 525 279 ; tandis que le Nord-Ouest compte 3 725 personnes de plus de 50 ans vaccinées sur un total ciblé de 172 352. Enfin, avec une cible de 135 291 personnes de plus de 50 ans, la région de l’Adamaoua enregistre 4 752 personnes âgées complètement vaccinées au 21 septembre 2021.